# Rhipicephalus lunulatus
Rhipicephalus lunulatus är en fästingart som beskrevs av Neumann 1907. Rhipicephalus lunulatus ingår i släktet Rhipicephalus och familjen hårda fästingar. Inga underarter finns listade i Catalogue of Life.